# クローネ (万年筆)
クローネ(Krone)はアメリカ合衆国イリノイ州クック郡シカゴに拠点を置く万年筆ブランドである。

## 概要
主に凝ったデザインや、生産数の少ない限定万年筆を発売することで知られている。そのため、値段も数十万～数百万円する。
アブラハム・リンカーンの毛髪から注出したDNAを封じ込めた物や、ミケランジェロの彫刻を施した物など、他の万年筆ブランドが考えつかないような特異なデザインの物を多く発表している。
多くの製品が高額な限定品で占められている関係もあり、購買者は主に各国の要人や著名人、資産家、コレクターなど、裕福者層が殆どであるが、一般購買者向けに5万円前後で購入できる物も僅かながら展開している。
ただし、これらの低価格帯で販売している物には凝ったデザインの物は無く、色調・デザイン共に他社が発表している一般購買者向けの製品の物と大差ない。
クローネは他の万年筆ブランドとは異なり、製造は行なっておらず、独自の工房は持っていない。
そのため、製造は他のメーカーに外注している。
したがって、メーカーやブランドというよりも企画会社に近い。
ブランドデザインは王冠である。

## 沿革
1997年にロバート・クローネンバーガーによって創業。
社名の「クローネ」は創業者の氏名「ロバート・クローネンバーガー」から採られており、北欧・中欧諸国の通貨として採用されている「クローネ」とは直接的には無関係であるが、通貨としての「クローネ」には「王冠」という意味を持つことに因んで、上述のように王冠のデザインがブランドデザインとして採用されている。

## 限定万年筆
クローネの万年筆は生産数自体が非常に少ない為、取り扱っている店舗も少ない。有名な取り扱い店舗は東京・銀座の老舗文具店「伊東屋」や、青山の「書斎館」など。

### これまでに発表した主な限定万年筆の中で特に著名な物
- ムーランルージュ マグナム（世界限定18本）・・・定価：262万円
- ムーランルージュ（世界限定188本）・・・定価：105万円
- アインシュタイン（世界限定288本）・・・定価：105万円
- アブラハム・リンカーン（世界限定1008本）・・・定価：25万2000円
- ブルーゴールド（世界限定388本）・・・定価：39万9000円
- シェイクスピア（世界限定388本）・・・定価：不明
- マリリン・モンロー（世界限定288本）・・・定価：80万8000円
- エコー（全4色、世界限定888本）・・・定価：21万円
- ミケランジェロ（限定数不明）・・・定価：75万円
- モビーディック（世界限定388本）・・・定価57万7500円
- ジョンハンコック（世界限定388本）・・・定価36万7500円

など。
この他にも多くの限定万年筆を多く発表している。